# مواطنة الكومنولث
بحسب القانون البريطاني، مواطن الكومنولث هو مواطن أي دولة عضو في الكومنولث. لا تعامل معظم الدول الأعضاء مواطني دول الكومنولث الأخرى بشكل مختلف عن المواطنين الأجانب، لكن بعضها يمنح حقوق جنسية محدودة لمواطني الكومنولث المقيمين. في 16 دولة عضو، يحق لمواطني الكومنولث المقيمين غير المحليين التصويت في الانتخابات. يعد الوضع أكثر أهمية في المملكة المتحدة، ويحمل امتيازات قليلة أو لا يتمتع بأي امتيازات في العديد من دول الكومنولث الأخرى.